# Самоа на літніх Олімпійських іграх 2012
Самоа на літніх Олімпійських іграх 2012 була представлена 8 спортсменами у 6 видах спорту.

## Результати змагань

### Важка атлетика
Чоловіки
| Спортсмен     | Дисципліна | Ривок     | Ривок | Поштовх   | Поштовх | Всього | Місце |
| Спортсмен     | Дисципліна | Результат | Місце | Результат | Місце   | Всього | Місце |
| ------------- | ---------- | --------- | ----- | --------- | ------- | ------ | ----- |
| Тоафіту Перів | до 77 кг   | 122       | 12    | 167       | 11      | 289    | 11    |

Жінки
| Спортсмен   | Дисципліна  | Ривок     | Ривок | Поштовх   | Поштовх | Всього | Місце |
| Спортсмен   | Дисципліна  | Результат | Місце | Результат | Місце   | Всього | Місце |
| ----------- | ----------- | --------- | ----- | --------- | ------- | ------ | ----- |
| Еле Опелоге | понад 75 кг | 117       | 9     | 150       | 6       | 267    | 6     |

### Веслування на каное та байдарках

#### Спринт
Чоловіки
| Спортсмен                | Дисципліна      | Попередні запливи | Попередні запливи | Півфінал   | Півфінал   | Фінал      | Фінал      |
| Спортсмен                | Дисципліна      | Час               | Місце             | Час        | Місце      | Час        | Місце      |
| ------------------------ | --------------- | ----------------- | ----------------- | ---------- | ---------- | ---------- | ---------- |
| Рудольф Беркінг-Вілльямс | C-1 200 метрів  | 51.483            | 6 S               | 54.471     | 8          | Не пройшов | Не пройшов |
| Рудольф Беркінг-Вілльямс | C-1 1000 метрів | 4:54.211          | 6                 | Не пройшов | Не пройшов | Не пройшов | Не пройшов |

Скорочення: S — кваліфікаційний півфінал; FA — кваліфікаційний фінал (з медаллю); FB — кваліфікаційний фінал B (без медалі)

### Дзюдо
Самоа кваліфікував одного дзюдоїста
Чоловіки
| Спортсмен  | Дисципліна | Раунд 1/64         | Раунд 1/32                   | Раунд 1/16         | Кваліфікація       | Півфінал           | Втішний поєдинок 1 | Втішний поєдинок 2 | Фінал              | Фінал      |
| Спортсмен  | Дисципліна | Суперник Результат | Суперник Результат           | Суперник Результат | Суперник Результат | Суперник Результат | Суперник Результат | Суперник Результат | Суперник Результат | Місце      |
| ---------- | ---------- | ------------------ | ---------------------------- | ------------------ | ------------------ | ------------------ | ------------------ | ------------------ | ------------------ | ---------- |
| Алені Сміт | до 73 кг   | Н/Д                | Єжек (CZE) Поразка 0000-0100 | Не пройшов         | Не пройшов         | Не пройшов         | Не пройшов         | Не пройшов         | Не пройшов         | Не пройшов |

### Легка атлетика
Чоловіки
| Спортсмен        | Дисципліна     | Кваліфікація | Кваліфікація | Фінал      | Фінал      |
| Спортсмен        | Дисципліна     | Дистанція    | Позиція      | Дистанція  | Позиція    |
| ---------------- | -------------- | ------------ | ------------ | ---------- | ---------- |
| Емануель Фуамату | Штовхання ядра | 17.78        | 35           | Не пройшов | Не пройшов |

### Стрільба з лука
Від Самоа кваліфікувався одна спортсменка — Маурін Туймаліліїфано.
Жінки
| Спортсмен             | Дисципліна             | Попередній раунд | Попередній раунд | Раунд 1/64                | Раунд 1/32       | Раунд 1/16       | Кваліфікація     | Півфінал         | Фінал            | Фінал      |
| Спортсмен             | Дисципліна             | Рахунок          | Місце            | Суперник Рахунок          | Суперник Рахунок | Суперник Рахунок | Суперник Рахунок | Суперник Рахунок | Суперник Рахунок | Місце      |
| --------------------- | ---------------------- | ---------------- | ---------------- | ------------------------- | ---------------- | ---------------- | ---------------- | ---------------- | ---------------- | ---------- |
| Маурін Туймаліліїфано | індивідуальна першість | 520              | 63               | Лі С-Чж (KOR) Поразка 0-6 | Не пройшов       | Не пройшов       | Не пройшов       | Не пройшов       | Не пройшов       | Не пройшов |

### Тхеквондо
Від Самоа кваліфікувалось два спортсмени
Чоловіки
| Спортсмен    | Дисципліна  | Раунд 1/16              | Кваліфікація       | Півфінал           | Втішний поєдинок 1           | Втішний поєдинок 2 | Фінал              | Фінал      |
| Спортсмен    | Дисципліна  | Суперник Результат      | Суперник Результат | Суперник Результат | Суперник Результат           | Суперник Результат | Суперник Результат | Місце      |
| ------------ | ----------- | ----------------------- | ------------------ | ------------------ | ---------------------------- | ------------------ | ------------------ | ---------- |
| Каїно Томсен | понад 80 кг | Обаме (GAB) Поразка 2-9 | Не пройшов         | Не пройшов         | Діспейгне (CUB) Поразка 2-14 | Не пройшов         | Не пройшов         | Не пройшов |

Жінки
| Спортсмен       | Дисципліна  | Раунд 1/16                | Кваліфікація       | Півфінал           | Втішний поєдинок 1          | Втішний поєдинок 2 | Фінал              | Фінал      |
| Спортсмен       | Дисципліна  | Суперник Результат        | Суперник Результат | Суперник Результат | Суперник Результат          | Суперник Результат | Суперник Результат | Місце      |
| --------------- | ----------- | ------------------------- | ------------------ | ------------------ | --------------------------- | ------------------ | ------------------ | ---------- |
| Талітіґа Кровлі | понад 67 кг | Мандіч (SRB) Поразка 2-16 | Не пройшов         | Не пройшов         | Еспіноза (MEX) Поразка 0-13 | Не пройшов         | Не пройшов         | Не пройшов |